# 643년

## 연호
- 당(唐) 정관(貞觀) 17년
- 신라(新羅) 인평(仁平) 10년

## 기년
- 당(唐) 태종(太宗) 17년
- 신라(新羅) 선덕여왕(善德女王) 12년
- 고구려(高句麗) 보장왕(寶臧王) 2년
- 백제(百濟) 의자왕(義慈王) 3년

## 사건
- 음력 1월, 백제, 사신을 보내 당나라에 입조하고 조공하였다.
- 음력 11월, 백제, 의자왕은 고구려와 화친하고, 신라의 당항성(黨項城)을 빼앗아 이로써 당나라에 입조(入朝)하는 길을 막고자 하였다.  마침내 군대를 발동하여 공격하니 신라 선덕여왕이 당나라에 사신을 보내 구원을 요청하였다. 의자왕이 이를 듣고, 군사를 거두었다.

## 문화
- 백제의 태자 여풍(餘豊)이 동양종 꿀벌을 일본국에 전하였다.

## 참고 문헌
- 김부식 (1145), 《삼국사기》  〈권28 백제본기 제육(百濟本紀第六) 의자왕(위키문헌 번역본)〉  /(국사편찬위원회 > 한국사데이타베이스 번역본)